# Полянский, Евгений Викторович
Евгений Викторович Полянский (1894 — 1968) — русский офицер, герой Первой мировой войны, участник Белого движения на Юге России.

## Биография
Сын офицера.
Окончил Михайловский Воронежский кадетский корпус (1911) и Михайловское артиллерийское училище (1914), откуда выпущен был подпоручиком в 15-ю артиллерийскую бригаду, с которой и вступил в Первую мировую войну. Пожалован Георгиевским оружием
За то, что будучи в чине подпоручика и состоя в рядах 6-го стрелкового артиллерийского дивизиона, вошедшего в состав 2-й стрелковой артиллерийской бригады, в бою 22—23 мая 1916 года у м. Олыка при взятии сильно укрепленной позиции неприятеля непрерывно находился на передовом наблюдательном пункте в наших стрелковых окопах на высоте 110, под сильным ружейным, пулеметным и артиллерийским огнем неприятеля и корректировал стрельбу батареи. Благодаря точным наблюдениям с близкой дистанции (250—300), явилась возможность снести во многих местах проволочные заграждения и сделать проходы, кроме того пулеметные гнезда в окопах неприятеля были разбиты, а самые окопы разрушены. Во время атаки пехоты поручик Полянский сопровождал цепи и, заняв вместе с ними командующую высоту, с отметкою 113,0 флагами флагами направил огонь батареи на подходившие резервы неприятеля, благодаря чему последние были остановлены и рассеяны. Во время этого корректирования, поручик Полянский был контужен и сброшен с кургана разрывом тяжелого снаряда.
13 июня 1916 года произведен в поручики, 9 ноября того же года переведен в 9-й отдельный тяжелый артиллерийский дивизион. Удостоен ордена Св. Георгия 4-й степени
За то, что, будучи в чине поручика, в бою 10 декабря 1916 года, при атаке 3-м батальоном 8-го стрелкового полка выс. 1358, что южнее долины р. Чиобанаш, командуя батареей и находясь во все время боя на передовом наблюдательном пункте в передовых цепях батальона под сильным артиллерийским, пулеметным и ружейным огнем противника, своей меткой стрельбой разрушил проволоку, разбил несколько пулеметов и настолько ослабил пулеметный и ружейный огонь, что дал возможность батальону с малыми потерями овладеть окопами противника, а затем, при контр-атаках его, сосредоточенным огнем батареи разогнал подходящие резервы и тем помог окончательно закрепить высоту.
11 января 1917 года произведен в штабс-капитаны, 27 апреля того же года переведен во 2-ю стрелковую артиллерийскую бригаду.
В ноябре 1917 года капитан Полянский прибыл в Екатеринодар и вступил в формирующиеся войска Кубанской рады. С 22 декабря 1917 года был командиром 1-й Кубанской добровольческой батареи при отряде войскового старшины Галаева. Получил ранение 22 января 1918 года в бою под Георгие-Афипской. Участвовал в 1-м Кубанском походе в составе Кубанского отряда, с 4 апреля 1918 года состоял в конвое генерал-майора Покровского, с 22 апреля — в 1-й особой конной сотне. В мае 1918 года перешел летчиком-наблюдателем в 1-й Донской самолетный отряд. 1 сентября 1918 года произведен в подполковники с переименованием в полковники. С 12 октября 1918 года состоял в управлении начальника инженеров Кубанского казачьего войска, затем был командиром горной батареи артиллерийской бригады. После Новороссийской эвакуации действовал в партизанских отрядах на Кубани. В июле 1920 года был назначен начальником штаба 1-й Кубанской пластунской бригады, 16 сентября того же года — в Кубанский резервный батальон в Феодосии.
В эмиграции в Югославии состоял членом Общества офицеров-артиллеристов и Общества кавалеров ордена Св. Георгия. В 1944 году переехал в Германию, а в 1948 году — в США. Жил в Сан-Франциско, состоял членом Общества русских ветеранов Великой войны. Опубликовал статью «Первый бой на Кубани» в журнале «Вестник первопоходника» (№ 16).
Скончался в 1968 году. Похоронен на Сербском кладбище в Колме. Его жена Елена Васильевна (1897—1972).

## Награды
- Орден Святого Станислава 3-й ст. с мечами и бантом (ВП 19.02.1915)
- Орден Святой Анны 3-й ст. с мечами и бантом (ВП 19.02.1915)
- Орден Святой Анны 4-й ст. с надписью «за храбрость» (ВП 19.02.1915)
- Орден Святого Владимира 4-й ст. с мечами и бантом (ВП 27.10.1915)
- Георгиевское оружие (ПАФ 4.03.1917)
- Орден Святого Георгия 4-й ст. (ПАФ 31.07.1917)
- старшинство в чине поручика (ПАФ 27.04.1917)